# شش: نشان لگام‌گسیخته
شش: نشان لگام‌گسیخته (انگلیسی: Six: The Mark Unleashed) فیلمی در ژانر درام و اکشن درباره مسیحیت به کارگردانی کوین داونز با بازی استیون بالدوین، کوین داونز، دیوید ای آر وایت، اریک رابرتس و جفری دین مورگان محصول سال ۲۰۰۴ است. در این فیلم پرتعلیق، شخصیت‌ها در یک ویران‌شهر با رژیم موجود و امتحان ایمان خود دست و پنجه نرم می‌کنند.